# Malatya (Provinz)
Malatya (armenisch Մալաթիա, zazaisch Meletiye, kurmandschi Meletî, griechisch Melitene) ist eine türkische Provinz in Ostanatolien mit der gleichnamigen Hauptstadt Malatya. Im Osten liegen Elazığ und Diyarbakır, im Süden Adıyaman, im Westen Kahramanmaraş und im Norden Sivas und Erzincan.

## Geographie
Malatya wird beherrscht vom südöstlich gelegenen Taurusgebirge mit den Bergen Korudağ (2100 m), Karakaya Tepe (2424 m), Becbel Tepe (2006 m), Beydağı (2544 m), Kelle Tepe (2150 m) und Gayrık Tepedir (2306 m). Die Nurhak-Berge sind Ausläufer des Taurus, ihre wichtigsten Berge sind der Derbent (2428 m), der Kepez (2140 m), der Kuşkaya Tepesi (1922 m) und der Akçadağ (2013 m).

## Geschichte
Die sehr frühe Besiedlung der Region zeigt sich an der in der Umgebung von Malatya liegenden spätjungsteinzeitlichen Stadt Arslantepe. Sie ist das Melid der Hethiter. Im Laufe seiner Geschichte wurde Malatya zweimal verlegt. Der Name Malatya selbst kommt vom hetithischen Melid für Honig. Im Jahre 1750 v. Chr. eroberte König Anitta von Kuschara das Gebiet um Malatya und machte es zum Teil des hethitischen Reiches. Die Assyrer eroberten das Gebiet unter König Sanherib (705–681 v. Chr.). Nach ihnen herrschten hier die Meder und Perser. Mit dem Einfall von Alexander dem Großen geriet Malatya in den hellenistischen Machtbereich. Strabon zählte Malatya als einen der zehn Reichsteile des Königreichs Kappadokien, das von 280 bis 212 v. Chr. existierte, auf. Weitere Herrscher über Malatya waren die Römer, Byzantiner, Araber, Seldschuken und ab 1515 die Osmanen.
Ab 1915 fand hier der Völkermord an der armenischen Minderheit statt. Die überlebenden, nach Armenien geflohenen Armenier gründeten in Jerewan das Stadtviertel Malatia-Sebastia. 1924 wurde das türkische Malatya in den Rang einer Provinz erhoben.
Am 18. April 2007 fanden hier die Morde im Zirve-Verlag statt.

## Verwaltung
Malatya ist seit 2012 eine Großstadt (Büyükşehir belediyesi). Nach einer Verwaltungsreform 2013 sind alle Landkreise direkt dem Oberbürgermeister von Malatya unterstellt. Die ehemaligen Bürgermeister der Gemeinden (Belediye) wurden auf den Rang eines Muhtars heruntergestuft. Somit sind die 13 Landkreise gleichzeitig Stadtbezirke, jede(r) davon gliedert sich in Stadtviertel/Ortsteile (Mahalle), insgesamt gibt es 719 davon. Ein Muhtar ist in jedem Mahalle der oberste Beamte.
| Kreis- code 1 | Landkreis İlçe | kurdischer Name | Fläche 2 (km²) | Bevölkerung am 31.12.2020 3 | Bevölkerung am 31.12.2020 3 | Bevölkerung am 31.12.2020 3 | Anzahl der Mahalle | Bevölke rungs dichte (Einw./km²) | Sex Ratio 4 Frauen auf 1000 Männer | Grün- dungs da- tum 5, 6 |
| Kreis- code 1 | Landkreis İlçe | kurdischer Name | Fläche 2 (km²) | Gesamt                      | männlich                    | weiblich                    | Anzahl der Mahalle | Bevölke rungs dichte (Einw./km²) | Sex Ratio 4 Frauen auf 1000 Männer | Grün- dungs da- tum 5, 6 |
| ------------- | -------------- | --------------- | -------------- | --------------------------- | --------------------------- | --------------------------- | ------------------ | -------------------------------- | ---------------------------------- | ------------------------ |
| 1114          | Akçadağ        | Arga            | 1.118          | 28.709                      | 15.479                      | 13.230                      | 77                 | 25,7                             | 855                                |                          |
| 1143          | Arapgir        | Daskuza         | 987            | 10.028                      | 5.122                       | 4.906                       | 63                 | 10,2                             | 958                                |                          |
| 1148          | Arguvan        | Arxewan         | 1.096          | 7.315                       | 3.716                       | 3.599                       | 49                 | 6,7                              | 969                                | 1954                     |
| 1772          | Battalgazi     | Melediya Kevn   | 947            | 303.226                     | 149.406                     | 153.820                     | 103                | 320,2                            | 1030                               | 1987                     |
| 1265          | Darende        | Darende         | 1.482          | 25.647                      | 12.805                      | 12.842                      | 67                 | 17,3                             | 1003                               |                          |
| 1286          | Doğanşehir     | Wêranşar        | 1.364          | 38.605                      | 19.656                      | 18.949                      | 39                 | 28,3                             | 964                                | 1956                     |
| 1914          | Doğanyol       | Keferdîz        | 177            | 3.932                       | 2.015                       | 1.917                       | 16                 | 22,2                             | 951                                | 1990                     |
| 1390          | Hekimhan       | Patrîkxan       | 1.514          | 16.965                      | 8.608                       | 8.357                       | 65                 | 11,2                             | 971                                |                          |
| 1953          | Kale           | Îzolî           | 237            | 5.618                       | 2.787                       | 2.831                       | 28                 | 23,7                             | 1016                               | 1990                     |
| 1969          | Kuluncak       | Tirsekan        | 645            | 7.513                       | 3.791                       | 3.722                       | 28                 | 11,7                             | 982                                | 1990                     |
| 1582          | Pütürge        | Şîro            | 1.086          | 13.663                      | 6.737                       | 6.926                       | 68                 | 12,6                             | 1028                               |                          |
| 1995          | Yazıhan        | Yazixan         | 653            | 13.024                      | 6.661                       | 6.363                       | 33                 | 19,9                             | 955                                | 1990                     |
| 1729          | Yeşilyurt      | Çirmik          | 953            | 331.911                     | 164.827                     | 167.084                     | 83                 | 348,3                            | 1014                               | 1957                     |
| 44 Malatya    | 44 Malatya     | Meletî          | 12.259         | 806.156                     | 401.610                     | 404.546                     | 719                | 65,8                             | 1007                               |                          |

## Bevölkerung

### Jährliche Bevölkerungsentwicklung
Nachfolgende Tabelle zeigt die jährliche Bevölkerungsentwicklung nach der Fortschreibung durch das 2007 eingeführte adressierbare Einwohnerregister (ADNKS). Zusätzlich sind die Bevölkerungswachstumsrate und das Geschlechterverhältnis (sex ratio, also die rechnerisch ermittelte Anzahl der Frauen pro 1000 Männer) aufgeführt.

| Jahr | Bevölkerung am Jahresende | Bevölkerung am Jahresende | Bevölkerung am Jahresende | Wachstums- rate der Be- völkerung (in %) | Geschlechter verhältnis (Frauen auf 1000 Männer) | Rang (unter den 81 Provinzen) |
| Jahr | gesamt                    | männlich                  | weiblich                  | Wachstums- rate der Be- völkerung (in %) | Geschlechter verhältnis (Frauen auf 1000 Männer) | Rang (unter den 81 Provinzen) |
| ---- | ------------------------- | ------------------------- | ------------------------- | ---------------------------------------- | ------------------------------------------------ | ----------------------------- |
| 2020 | 806.156                   | 401.610                   | 404.546                   | –                                        | 1007                                             | 28                            |
| 2019 | 800.165                   | 398.249                   | 401.916                   | 0,75                                     | 1009                                             | 28                            |
| 2018 | 797.036                   | 396.877                   | 400.159                   | 0,39                                     | 1008                                             | 28                            |
| 2017 | 786.676                   | 391.869                   | 394.807                   | 1,32                                     | 1008                                             | 27                            |
| 2016 | 781.305                   | 389.572                   | 391.733                   | 0,69                                     | 1006                                             | 27                            |
| 2015 | 772.904                   | 385.440                   | 387.464                   | 1,09                                     | 1005                                             | 27                            |
| 2014 | 769.544                   | 383.933                   | 385.611                   | 0,44                                     | 1004                                             | 27                            |
| 2013 | 762.538                   | 380.704                   | 381.834                   | 0,92                                     | 1003                                             | 28                            |
| 2012 | 762.366                   | 381.025                   | 381.341                   | 0,02                                     | 1001                                             | 28                            |
| 2011 | 757.930                   | 379.563                   | 378.367                   | 0,59                                     | 997                                              | 28                            |
| 2010 | 740.643                   | 369.049                   | 371.594                   | 2,33                                     | 1007                                             | 29                            |
| 2009 | 736.884                   | 368.235                   | 368.649                   | 0,51                                     | 1001                                             | 29                            |
| 2008 | 733.789                   | 366.759                   | 367.030                   | 0,42                                     | 1001                                             | 29                            |
| 2007 | 722.065                   | 357.998                   | 364.067                   | 1,62                                     | 1017                                             | 29                            |

### Volkszählungsergebnisse
Nachfolgende Tabellen geben den bei den 15 Volkszählungen dokumentierten Einwohnerstand der Provinz Malatya wieder. Die Werte der linken Tabelle entstammen E-Books (der Originaldokumente) entnommen, die Werte der rechten Tabelle basieren aus der Datenabfrage des Türkischen Statistikinstituts.
| Jahr | Bevölkerung am Zensustag | Bevölkerung am Zensustag | jährl. Wachs- tumsrate in % | R a n g |
| Jahr | Türkei                   | Provinz Malatya          | Provinz Malatya             | R a n g |
| ---- | ------------------------ | ------------------------ | --------------------------- | ------- |
| 1927 | 13.648.270               | 305.785                  | –                           | 10      |
| 1935 | 16.158.018               | 410.162                  | 4,27                        | 8       |
| 1940 | 17.820.950               | 418.473                  | 0,41                        | 9       |
| 1945 | 18.790.174               | 428.660                  | 0,49                        | 9       |
| 1950 | 20.947.188               | 483.568                  | 2,56                        | 10      |
| 1955 | 24.064.763               | 342.835                  | −5,82                       | 30      |
| 1960 | 27.754.820               | 394.172                  | 2,99                        | 30      |

| Jahr | Bevölkerung am Zensustag | Bevölkerung am Zensustag | jährl. Wachs- tumsrate in % | R a n g |
| Jahr | Türkei                   | Provinz Malatya          | Provinz Malatya             | R a n g |
| ---- | ------------------------ | ------------------------ | --------------------------- | ------- |
| 1965 | 31.391.421               | 452.624                  | 2,97                        | 27      |
| 1970 | 35.605.176               | 510.979                  | 2,58                        | 29      |
| 1975 | 40.347.719               | 574.558                  | 2,49                        | 27      |
| 1980 | 44.736.957               | 606.996                  | 1,13                        | 25      |
| 1985 | 50.664.458               | 665.809                  | 1,94                        | 29      |
| 1990 | 56.473.035               | 702.055                  | 1,09                        | 28      |
| 2000 | 67.803.927               | 853.658                  | 2,16                        | 24      |

Anzahl der Provinzen bezogen auf die Censusjahre:
- 1927, 1940 bis 1950: 63 Provinzen
- 1935: 57 Provinzen
- 1955: 67 Provinzen
- 1960 bis 1985: 73 Provinzen
- 1990: 73 Provinzen
- 2000: 81 Provinzen

### Detaillierte Volkszählungsergebnisse
| Jahr | Gesamtbevölkerung | Gesamtbevölkerung | Gesamtbevölkerung | Stadtbevölkerung    | Stadtbevölkerung    | Stadtbevölkerung    | Stadtbevölkerung    | Landbevölkerung     | Landbevölkerung     | Landbevölkerung     | Landbevölkerung     |
| Jahr | Gesamt            | männlich          | weiblich          | Gesamt              | %                   | männlich            | weiblich            | Gesamt              | %                   | männlich            | weiblich            |
| ---- | ----------------- | ----------------- | ----------------- | ------------------- | ------------------- | ------------------- | ------------------- | ------------------- | ------------------- | ------------------- | ------------------- |
| 1927 | 305.785           | 144.727           | 161.058           | 46.470              | 15,20               | 22.047              | 24.423              | 259.315             | 84,80               | 122.680             | 136.635             |
| 1935 | 410.162           | 202.198           | 207.964           | 71.082              | 17,33               | 34.951              | 36.131              | 339.080             | 82,67               | 167.247             | 171.833             |
| 1940 | 418.473           | 206.980           | 211.493           | 78.423              | 18,74               | 39.277              | 39.146              | 340.050             | 81,26               | 167.703             | 172.347             |
| 1945 | 428.660           | 214.822           | 213.838           | 83.130              | 19,39               | 42.188              | 40.942              | 345.530             | 80,61               | 172.634             | 172.896             |
| 1950 | 483.568           | Keine Angaben     | Keine Angaben     | 96.054              | 19,86               | keine Angaben       | keine Angaben       | 387.514             | 80,14               | keine Angaben       | keine Angaben       |
| 1955 | 342.835           | 174.198           | 168.637           | 90.882              | 26,51               | 48.223              | 42.659              | 251.953             | 73,49               | 125.975             | 125.978             |
| 1960 | 394.172           | 198.990           | 195.182           | 120.478             | 30,57               | 63.152              | 57.326              | 273.694             | 69,44               | 135.838             | 137.856             |
| 1965 | 452.624           | 230.274           | 222.350           | 147.040             | 32,49               | 78.366              | 68.674              | 305.584             | 67,51               | 151.908             | 153.676             |
| 1970 | 510.979           | 256.777           | 254.202           | 179.647             | 35,16               | 94.884              | 84.763              | 331.332             | 64,84               | 161.893             | 169.439             |
| 1975 | 574.558           | 294.992           | 279.566           | 215.250             | 37,46               | 115.557             | 99.693              | 359.308             | 62,54               | 179.435             | 179.873             |
| 1980 | 606.996           | 308.860           | 298.136           | 241.560             | 39,80               | 126.778             | 114.782             | 365.436             | 60,20               | 182.082             | 183.354             |
| 1985 | 665.809           | 338.191           | 327.618           | 307.623             | 46,20               | 158.201             | 149.422             | 358.186             | 53,80               | 179.990             | 178.196             |
| 1990 | 702.055           | 354.141           | 347.914           | 379.188             | 54,01               | 194.578             | 184.610             | 322.867             | 45,99               | 159.563             | 163.304             |
| 2000 | 853.658           | 434.497           | 419.161           | 499.713             | 58,54               | 255.271             | 244.442             | 353.945             | 41,46               | 179.226             | 174.719             |
| 2011 | 749.225           | 375.161           | 374.064           | keine Detailangaben | keine Detailangaben | keine Detailangaben | keine Detailangaben | keine Detailangaben | keine Detailangaben | keine Detailangaben | keine Detailangaben |

## Wirtschaft
Die Provinz ist das weltweit größte Anbaugebiet für Aprikosen. Hier werden die süßen Aprikosen entsteint und als ganze Frucht getrocknet. Mittlerweile stammen ca. 95 % der in Europa gehandelten getrockneten Aprikosen aus Malatya. Seit einigen Jahren werden auch frische Früchte nach Europa exportiert. Die Türkei produzierte 2019 mit 846.606 t davon am meisten gefolgt von Usbekistan mit 536.544 t, dem Iran mit 329.638 t und Italien mit 272.990 t an vierter Stelle der Weltproduktion.
Die Stadt Malatya hat Aprikosen in ihrem Stadtwappen.

## Persönlichkeiten
- Hrant Dink (1954–2007), türkisch-armenischer Journalist und Verleger
- İzzettin Doğan (* 1940), Völkerrechtsprofessor und alevitischer Aktivist
- Gregorius Bar-Hebraeus (1226–1286), Maphrian der syrisch-orthodoxen Kirche
- İsmet İnönü (1884–1973), zweiter Staatspräsident der Türkei
- Ahmet Kaya (1957–2000), türkisch-kurdischer Musiker
- Bülent Korkmaz (* 1968), Fußballspieler und -trainer
- Michael der Syrer (1126–1199), Patriarch der syrisch-orthodoxen Kirche
- Turgut Özal (1927–1993), Staats- und Ministerpräsident der Türkei
- Emine Sevgi Özdamar (* 1946), Schauspielerin und Schriftstellerin
- Yüksel Özkasap (* 1945), Sängerin
- Ayşe Polat (* 1970), Regisseurin
- İlyas Salman (* 1949), Schauspieler
- Kemal Sunal (1944–2000), Schauspieler
- Mehmet Topal (* 1986), türkischer Fußballnationalspieler